# Biblián

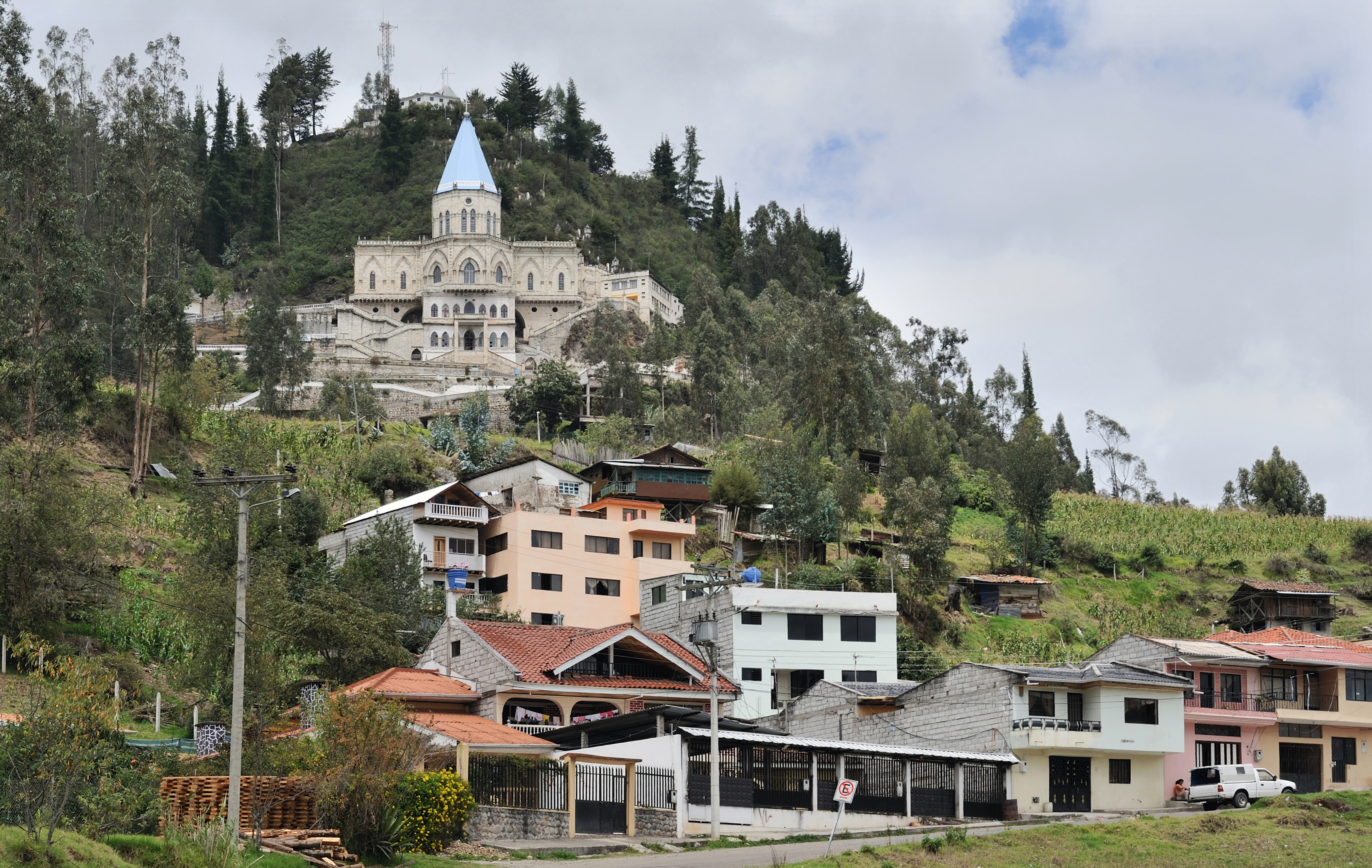
Santuario de la Virgen del Rocío

Biblián ist eine Kleinstadt und die einzige Parroquia urbana („städtisches Kirchspiel“) im Kanton Biblián der ecuadorianischen Provinz Cañar. Die Parroquia besitzt eine Fläche von 66,44 km². Die Einwohnerzahl der Parroquia lag im Jahr 2010 bei 13.705. Davon wohnten 5493 Einwohner in der Stadt Biblián.

## Lage
Die Parroquia Biblián liegt in den Anden südzentral in Ecuador. Der Río Burgay durchquert den äußersten Süden des Verwaltungsgebietes in östlicher Richtung und entwässert dabei das Areal. Die etwa 2610 m hoch gelegene Stadt Biblián liegt größtenteils am linken Flussufer des Río Burgay 5,5 km westnordwestlich der Provinzhauptstadt Azogues. Die Fernstraße E35 (Azogues–Cañar) führt an Biblián vorbei.
Die Parroquia Biblián grenzt im Norden und im Nordosten an die Parroquias Chorocopte und Honorato Vásquez (beide im Kanton Cañar), im Osten an die Parroquias Guapán (Kanton Azogues) und Sageo, im Süden an die Parroquia Cojitambo (Kanton Azogues) sowie im Westen an die Parroquias Turupamba, Nazón und Jerusalén.

## Geschichte
Am 1. August 1944 wurde der Kanton Biblián geschaffen und Biblián wurde als Parroquia urbana Sitz dessen Kantonsverwaltung.